# Bitwa pod Fariskur

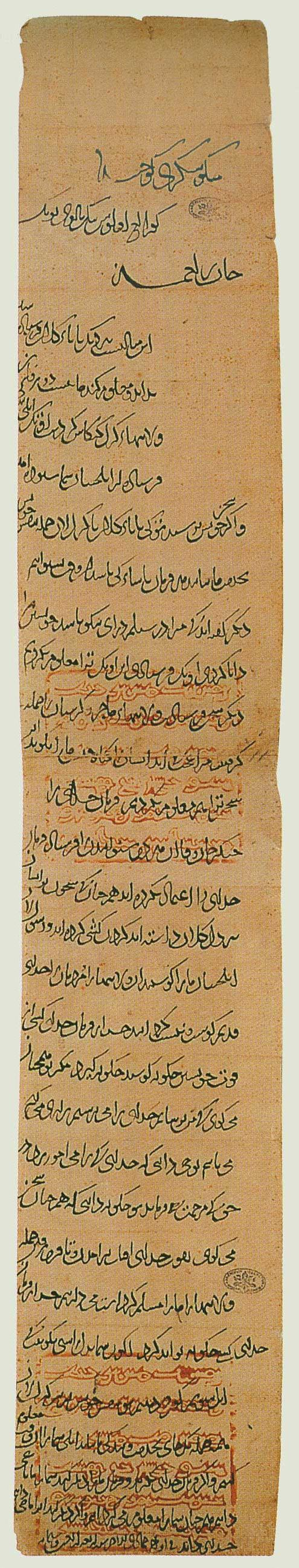
List z 1246 od Güyüka do papieża Innocentego IV.

Bitwa pod Fariskur – bitwa z 6 kwietnia 1250 roku pomiędzy krzyżowcami prowadzonymi przez Ludwika IX, króla Francji (późniejszego Ludwika Świętego), a siłami egipskimi dowodzonymi przez Turan Szaha z dynastii Ajjubidów.

## Przebieg
Przy pełnym poparciu papieża Innocentego IV w czasie Soboru w Lyonie, król Francji Ludwik IX wraz z braćmi Karolem d'Anjou i Robertem d’Artois rozpoczął VI krucjatę przeciw Egiptowi. Celem krucjaty było pokonanie Egiptu, zniszczenie dynastii Ajjubidów w Egipcie, Syrii i odzyskanie Jerozolimy. 27 lutego Al-Mu’azzam Turan Szah, nowy sułtan, przybył do Egiptu z Hasankeyf. Egipcjanie używali ognia greckiego przeciw krucjacie Ludwika IX. Zniszczyli i zajęli wiele statków zaopatrzeniowych. Wkrótce oblegani krzyżowcy zaczęli cierpieć głód i choroby. Niektórzy z nich stracili wiarę i przeszli na stronę muzułmańską. Ludwik IX zaproponował Egipcjanom przekazanie Damietty w zamian za Jerozolimę i niektóre miasta na wybrzeżu Syrii. Egipcjanie świadomi niekorzystnej sytuacji krzyżowców, odrzucili ofertę króla. 5 kwietnia krzyżowcy ewakuowali się z obozu i zaczęli wycofywać się na północ, w kierunku Damietty. W panice i pośpiechu zapomnieli zniszczyć most pontonowy, który został rzucony przez nich przez kanał. Egipcjanie po przekroczeniu kanału dogonili krzyżowców w Fariskur, gdzie rozegrała się bitwa.

## Klęska

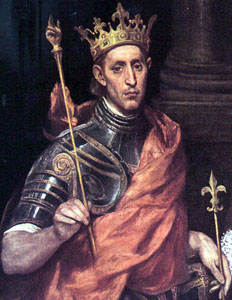
Ludwik IX

Zaskoczeni rycerze cypryjscy rozproszyli się i rzucili do ucieczki. Armia chrześcijan zaczęła się chaotycznie wycofywać. 
„Franciszek, dwa razy wysłał Iluminata, by zasięgnąć języka, ale ten nie przyniósł żadnych wiadomości. Za trzecim razem pospieszył do Franciszka z wieścią, że uczestnicy krucjaty, w całkowitej rozsypce, kierują się w stronę obozu, a tuż za nimi postępuje armia Saracenów. Nic nie mogło ich uratować przed masakrą.” Na polu walki wybuchła panika. Król próbował jej zapobiec, wydając rozkazy. Gdy został zaatakowany przez pewnego Araba, zwyciężył, dzięki czemu uchronił się od całkowitej klęski. „Nikt nie wie, ilu ludzi zginęło tamtego dnia. Większość historyków zgadza się, że na polu bitwy poległo pięć tysięcy uczestników krucjaty; przynajmniej tysiąc dostało się do niewoli. Saraceni ścięli głowy pięćdziesięciu pojmanym rycerzom z każdego z zakonów rycerskich. Nie ulega wątpliwość, że ktoś zwrócił uwagę Pelagiuszowi, że klęska nastąpiła dokładnie w rocznicę ścięcia Jana Chrzciciela…”.

## Wpływ
Ostateczna klęska krzyżowców i pojmanie Ludwika IX pod Fariskur spowodowała wstrząs we Francji. Ludwik IX został wykupiony za 400 000 dinarów. Po wypuszczeniu zobowiązał się nie wracać do Egiptu i oddać Damiettę. Po wpłaceniu okupu opuścił Egipt 8 maja 1250 roku wraz z braćmi i 12 000 innych jeńców.